# 粗唇天竺鯛
粗唇天竺鯛，為輻鰭魚綱鱸形目鱸亞目天竺鯛科的一個種。

## 分布
本魚分布於中西大西洋區，包括巴哈馬群島、古巴、開曼群島、貝里斯等海域。

## 特徵
本魚體延長而側扁，眼大，口大略下位，唇厚，頜齒細小，鋤骨和腭骨通常具齒，舌上無齒，鰓蓋骨後緣棘不發達，體被弱櫛鱗，魚體呈紅色或紫紅色，吻部至眼睛下緣有一亮紫色的縱帶，各鰭橙紅色，尾鰭凹入，鰓蓋靠近胸鰭基部有一褐色圓斑，體長可達10.1公分。

## 生態
本魚棲息於水質清澈的珊瑚礁區，白天躲藏於岩架下或岩洞中，夜間出來覓食，屬肉食性，以底棲甲殼類為食。繁殖期時，雄魚具有口孵習性，卵約7日化成仔魚，由雄魚吐出，具短暫的仔魚飄浮期。

## 經濟利用
不具任何經濟價值。